# 格雷格·歐文
格雷格·歐文（Gregory Clive Owen，1972年2月19日—）是英格蘭的一位高爾夫球員。歐文出生在曼斯菲爾德，他在1992年轉為職業高爾夫球手，1997年開始參加歐巡賽。2005年開始，他轉往美國PGA巡迴賽參賽。他迄今為止獲得過一次高爾夫歐巡賽的冠軍。

## 外部連結
- 官方网站
- 格雷格·歐文在歐洲巡迴賽官方網站
- 格雷格·歐文在PGA巡迴賽的官方網站
- 格雷格·歐文在男子高爾夫世界排名的官方網站